# Andy Timmons
Andy Timmons (Evansville, Indiana, 26 juliol de 1963) és un guitarrista estatunidenc que ha tocat a les bandes Taylor Bay Band, Danger Danger, Pawn Kings i Andy Timmons Band (ATB). També ha publicat diversos àlbums en solitari i ha treballat com a guitarrista de sessió.

## Biografia
Es va graduar a l' Evansville Harrison High School el 1981 i va estudiar guitarra jazz a la Universitat de Miami. Actualment resideix a McKinney, Texas.
Va ser guitarrista de la banda de glam metal Danger Danger, i també va estar de gira mundial amb Kiss i Alice Cooper. Ha venut més d'un milió de discos a tot el món i va tenir dos vídeos número 1 a MTV i ha acumulat una discografia que inclou set llançaments en solitari que van des d'instrumentals de guitarra, al blues, i fins i tot una col·lecció de cançons pop inspirada en els Beatles / Elvis Costello.
Les nombroses col·laboracions de Timmons inclouen un CD en directe amb Olivia Newton-John (Timmons ha estat la seva directora musical i guitarrista durant moltes gires nord-americanes), dos àlbums de Kip Winger, sessions de gravació per a Paula Abdul i Paul Stanley i jingles de ràdio i televisió. També ha tocat al costat de Steve Vai, Joe Satriani, Paul Gilbert, Eric Johnson, Steve Morse, Mike Stern, Ace Frehley, Ted Nugent, Reb Beach i Pierre Bensusan, així com algunes de les seves estrelles preferides dels anys 60 com The Beach Boys, Lesley Gore i Gordon Waller.
Tocant amb el baterista i líder de la banda Simon Phillips en quatre àlbums entre 1997 i 2015, Timmons va demostrar un ventall que s'estenia molt més enllà de la música rock i pop, oferint una fusió de jazz enèrgica que va guanyar l'aclamació de la crítica i del públic.

## Discografia

### Danger Danger
- Danger Danger (1989) (pistes 3 i 7)
- Screw It! (1991)
- Cockroach (2001, gravat el 1993)

### Pawn Kings
- Andy Timmons and the Pawn Kings (1995)
- Andy Timmons and the Pawn Kings Live (1998)

### En solitari
- Ear X-Tacy (1994)
- Ear X-Tacy 2 (1997)
- Orange Swirl (1998)
- The Spoken and the Unspoken (1999)
- And-Thology 1 & 2 - The Lost ear-X-tacy Tapes [Compilació] (2000)
- That Was Then, This Is Now [Recopilació] (2002)
- Electric Truth (2022)

### Andy Timmons band
- Resolution (2006)
- Andy Timmons Band Plays Sgt. Pepper (2011)
- Theme from a Perfect World (2016)